# Réduction de Fukuyama
La réduction de Fukuyama est une réaction organique d'oxydoréduction dans laquelle un thioester est réduit en aldéhyde par un hydrure de silyle en présence d'une quantité catalytique de palladium. Cette réaction a été mise au point en 1990 par Tohru Fukuyama.
Dans la spécification initiale de la réaction, l'hydrure de silyle était le triéthylsilane (CH2CH3)3SiH et le catalyseur était le palladium sur carbone :

On utilise ces réductions pour la conversion d'acides carboxyliques (comme précurseurs de thioesters) en aldéhydes, procédure considérée comme difficile en raison de la facilité avec laquelle se produit la réduction secondaire en alcool.

## Mécanisme
Le mécanisme de réaction de base se présente comme un cycle catalytique :
1. Addition oxydante :
R–C(O)–SR + Pd0 ⟶ RC(O)–PdII–SR ;
2. Transmétallation :
RC(O)–PdII–SR + R3SiH ⟶ RC(O)–PdII–H + R3Si–SR ;
3. Élimination réductrice :
RC(O)–PdII–H ⟶ RC(O)–H + Pd0.

Représentation du cycle catalytique de la réduction de Fukuyama.

## Applications
Une variation de la réduction de Fukuyama a permis de synthétiser un noyau BODIPY à partir du dérivée SMe-substitué :
Dans le couplage de Fukuyama, l'hydrure est remplacé par un carbanion nucléophile.